# Kjundjuljun-Gebirge
Der Kjundjuljun-Gebirge (russisch Горы Кюндюлюн) ist eine bis 640 m hohe, etwa 100 km lange Gebirgskette des Ostsibirischen Berglands, jeweils im Nordosten der Republik Sacha (Jakutien) sowie von Sibirien und Russland (Asien). 

## Geographische Lage
Das Kjundjuljun-Gebirge liegt als felsige Gebirgskette durchschnittlich rund 400 km nördlich des nördlichen Polarkreises. In Südwest-Nordost-Richtung verlaufend fällt seine Landschaft nach Norden und Nordosten in das Jana-Indigirka-Tiefland (Westteil des Ostsibirischen Tieflands) ab, im Osten und Südosten befinden sich Nordwestausläufer des Tscherskigebirges. Im Südwesten stößt es an das jenseits der Jana gelegene Kulargebirge und im Westen liegt dessen Nordausläufer Ulachan-Sis-Kamm.
Der höchste Berg ist eine namenlose Erhebung (640 m) im Südwestteil des Gebirges.

## Flora
Aufgrund der Nähe der arktischen Laptewsee herrscht Permafrostboden vor mit für die Tundra typischer Vegetation aus Moosen und Flechten. In den tieferen Regionen wachsen in einigen Bereichen Wälder aus Lärchen.

## Ortschaften
Das Innere des Kjundjuljun-Gebirges ist unbewohnt. Jedoch liegt an seinem Südwestende im Tal der Jana das Dorf Ust-Kuiga.